# Carlos Mortensen
Juan Carlos Mortensen (Ambato, Equador, 13 de abril de 1972) é um jogador de pôquer profissional, o único a vencer os eventos principais da World Series of Poker e da World Poker Tour.
Aos 29 anos tornou-se o primeiro (e até aqui único) latino-americano a vencer o evento principal da WSOP. É também bastante conhecido por suas táticas de blefe e as diferentes formas com que costuma empilhar suas fichas.

## Primeiros anos
Nascido na cidade de Ambato, no Equador, Mortensen é filho de mãe espanhola e pai dinamarquês. Aos quinze anos mudou-se com a família para Madri, capital da Espanha, onde desfruta de dupla cidadania.

## Carreira no pôquer
Em 1997 foi apresentado pela primeira vez ao pôquer, quando o clube em Madri no qual trabalhava como bartender passou a dispor de um jogo de Texas hold’em; até então, o jovem Juan Carlos costuma jogar xadrez e sinuca.
Seu desempenho nas mesas da capital espanhola levou-o a abandonar seu trabalho para se concentrar no jogo. Seguiram-se então viagens até os Estados Unidos nas quais Mortensen ia construindo seu bankroll, mas sempre retornando à Espanha por questões de prazo de visto.
Em maio de 2001, já residindo nos EUA, foi o vencedor do evento principal da World Series of Poker, derrotando o experiente Dewey Tomko no heads-up final. Além do prêmio de 1,5 milhões de dólares, a conquista coroou uma sequência de três primeiros lugares consecutivos: o L.A. Poker Classic em fevereiro e, um mês depois, o Bay 101 Shooting Star que, além da premiação em dinheiro, garantia ao vencedor uma vaga na WSOP do mesmo ano.
Em 2003 conquistou seu segundo bracelete da WSOP, em Limit Hold'em. No ano seguinte foi a vez de vencer seu primeiro torneio da World Poker Tour, numa mesa final que incluía, dentre outros, Erik Seidel, John Juanda e David Pham.
Em 2007 venceu o World Poker Tour Championship, derrotando Kirk Morrison no heads-up final. Além dos quase 4 milhões de dólares em premiação, tornou-se o primeiro jogador a conquistar os principais torneios da WSOP e do WPT.

## Vida pessoal
Mortensen foi casado com Cecilia Reyes, também jogadora de pôquer, de quem se divorciou em 2006.

## Braceletes da World Series of Poker
| Ano  | Preço de Inscrição (Buy-in) | Evento                              | Prêmio (US$) |
| ---- | --------------------------- | ----------------------------------- | ------------ |
| 2001 | $10,000                     | No Limit Hold'em World Championship | $1,500,000   |
| 2003 | $5,000                      | Limit Hold'em                       | $251,680     |